# Ensenada de Cook
La ensenada de Cook (en inglés, Cook Inlet) es un entrante de mar del océano Pacífico que se encuentra en la zona sur de Alaska, limitada por el continente y  la península de Kenai. Fue descubierta en el año 1778 por el explorador británico James Cook. La ciudad más poblada de Alaska, Anchorage, se asienta sobre la costa más interior de esta ensenada.

## Geografía

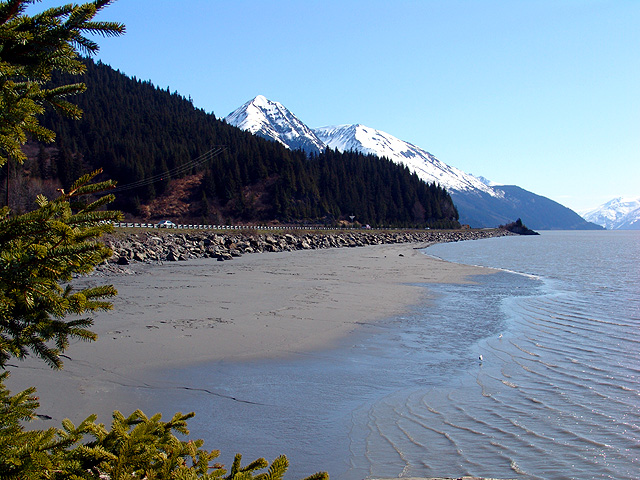
El brazo Turnagain Arm desde Girdwood.

La ensenada posee una extensión de unos 240 km y su ancho oscila entre 15 y 130 km. A la ensenada se accede desde el golfo de Alaska, bien directamente desde el sur, a través de la entrada Kennedy (Kennedy Entrance) o bien navegando desde el oeste, siguiendo el largo estrecho de Shelikof bordeando el archipiélago Kodiak por el norte.
El extremo interior es de muy difícil navegación a debido a la gran amplitud de las mareas que puede llegar a superar los 9 m —las cuartas del mundo tras las de la bahía de Fundy (11,7 m), la bahía de Ungava  (9,75 m) y el canal de Bristol (9,6 m)—y a las frecuentes tormentas y condiciones meteorológicas adversas. En el período que va desde el mes de noviembre hasta mayo la zona norte está bloqueada por el hielo.
La bahía tiene varias islas en su interior,  destacando la isla Agustina que cuenta con un volcán activo y las islas Barren, a la entrada, y la isla de Kalgin. 
La ensenada de Cook en su extremo interior se divide en dos importantes brazos llamados Knik Arm y Turnagain Arm que prácticamente rodean a la ciudad de Anchorage.
La cuenca que drena a través de la ensenada comprende unos 100.000 km² del sur de Alaska, al este de la cordillera Aleutiana y el sur de la cordillera de Alaska, siendo drenada por los ríos Knik (40 km), Little Susitna (180 km), Susitna (504 km) y el Matanuska (120 km). La cuenca incluye los aportes de la zona próxima al monte Denali. Dentro de esta cuenca se encuentran varios parques nacionales y el volcán activo monte Redoubt, además de otros tres  que han estado activos en épocas recientes. La ensenada de Cook permite el acceso marino al puerto de Anchorage ubicado en su extremo norte, y al pequeño puerto de Homer que se encuentra más al sur.

## Historia
La ensenada fue explorada y habitada por indígenas dena'ina. En el siglo XVIII, los cazadores de pieles de Rusia (promyshlenniki) estuvieron entre los primeros visitantes europeos. La compañía Lebedev Lastochkin liderada por Stepan Zaikov estableció un puesto en la desembocadura del río Kenai, Fort Nikolaev, en 1786. Estos cazadores de pieles utilizaban indígenas de Siberia y de Alaska, en particular aleutas de las islas Aleutianas y nativos koniag de isla Kodiak, para cazar nutrias de mar y otras especies de mamíferos marinos, para comerciar con China a través de Rusia, vía el entonces exclusivo puerto comercial en Kiakhta. 
Otros europeos que visitaron la ensenada de Cook fueron los miembros de  la expedición de James Cook de 1778, que navegó en él mientras estaba  buscando el Paso del Noroeste. Cook recibió mapas de Alaska, las islas Aleutianas y la región de Kamchatka, durante una visita con el comerciante de pieles ruso Gerasim Izmailov, en Unalaska, y combinado esos mapas con los de su expedición, creó la primera proyección de Mercator del Pacífico Norte. La ensenada fue nombrada después en honor de Cook, en 1794, por George Vancouver, que había servido a las órdenes de Cook en 1778.
El brazo Turnagain (Turnagain Arm) fue nombrado en reconocimiento a William Bligh del HMS Bounty. Bligh había servido como maestro de velas de Cook en su tercer y último viaje con el objetivo de descubrir el Paso del Noroeste. Al llegar al fondo de la ensenada de Cook, Bligh era de la opinión de que tanto el brazo Knik como el Turnagain eran desembocaduras de ríos y no la apertura del Paso del Noroeste. Bajo las órdenes de Cook, Bligh organizó una  partida por el brazo Knik, de la que rápidamente volvió para informar que el brazo Knik de hecho sólo era provocado por un río. Luego una segunda partida fue enviada por el brazo Turnagain y también volvió a informar de que solamente existía un río aguas arriba. Como resultado de esta frustración del segundo cuerpo de agua se le dio el falso nombre de «Turn Again» («vuelta de nuevo»). A principios los mapas rotularon el brazo Turnagain como el "Turnagain River". 
Pocas personas de raza blanca visitaron la parte interior de la ensenada de Cook hasta que la construcción del ferrocarril de Alaska, que discurre a lo largo de la costa oriental de los brazos Turnagain y Knik en torno a 1915. Los nativos de la aldea Eklutna son los descendientes de los habitantes de ocho pueblos nativos de  la parte interior de  la ensenada de Cook.